# Jan Fyt

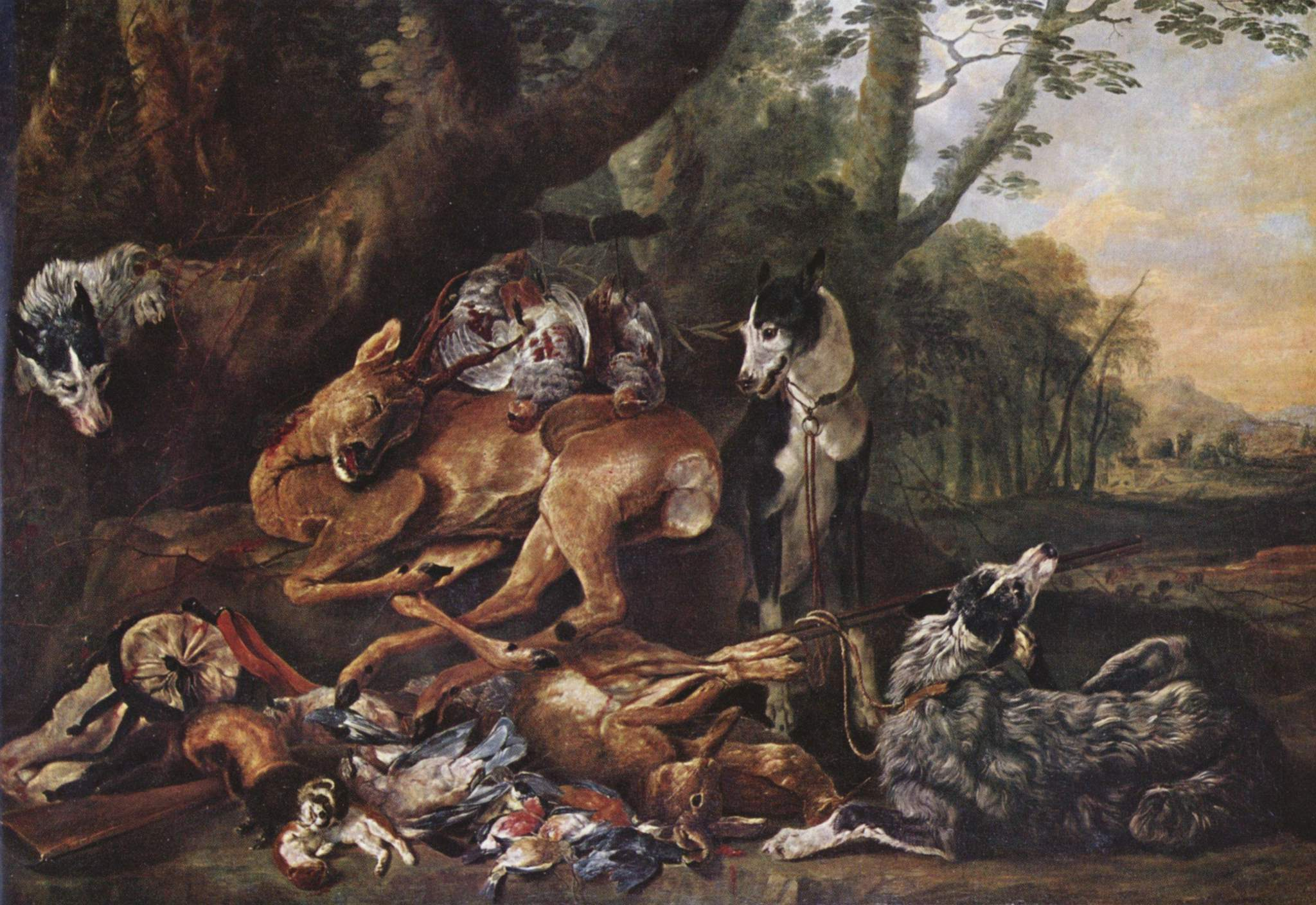
Troféus-de-caça (1649), pintura de Jan Fyt. Acervo do Museu Thyssen-Bornemisza, Madri.

Jan Fyt (Antuérpia, batizado em 15 de março de 1611 — Antuérpia, 11 de setembro de 1661), também denominado Johannes ou Jean Fyt (ou Fijt), foi um pintor, desenhista e gravador do Barroco flamengo. É considerado um dos maiores especialistas na pintura de naturezas-mortas e de animais da escola flamenga do século XVII.

## Vida e obra
Natural da Antuérpia, Jan Fyt teve suas primeiras lições de pintura com o restaurador Hans van den Berch, entre 1621 e 1622. Completou seus estudos com Frans Snyders, pintor de naturezas-mortas e de cenas de caça que influenciou profundamente a sua temática, mas do qual manteve certa independência estilística. Incorporou ainda elementos da poética de Peter Paul Rubens e admirou os efeitos luminosos da obra de Caravaggio. Em 1629, aos dezenove anos, ingressou na Guilda de São Lucas na condição de mestre autônomo. Não obstante, continuou trabalhando com Frans Snyders até 1631.
Transferiu-se para Paris em 1633, permanecendo nesta cidade até o ano seguinte. Ainda em 1634, partiu para a Itália, estabelecendo-se em Veneza, onde trabalhou para as famílias Sagredo e Contarini, conforme mencionado pelo historiador Pellegrino Antonio Orlandi em seu ABC pittorico (1704). É provável que também tenha estado em Roma, como se depreende de sua inscrição na Guilda dos Romanistas de Antuérpia em 1650 — uma agremiação exclusiva para pintores já ativos em Roma, da qual Jan Fyt tornou-se decano em 1652. Em Roma, Fyt teria se associado à Schildersbent, associação romana de pintores holandeses e flamengos, adotando o pseudônimo "Goudvink" ("pintassilgo").

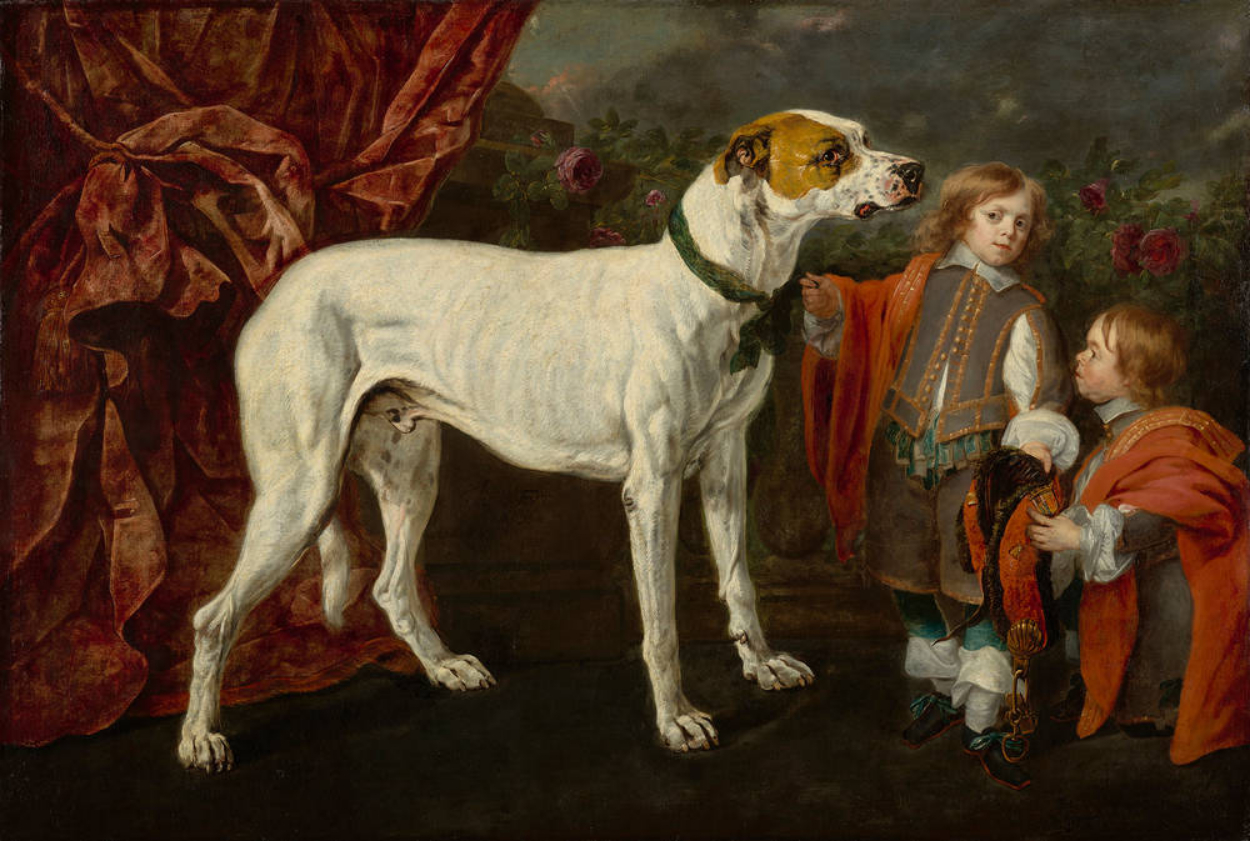
Cachorro grande, anão e menino (1652). Pinacoteca dos Mestres Antigos, Dresden.

Especula-se também que teria visitado Nápoles, Florença, Gênova e até mesmo a Espanha e Londres. Conforme a tradição historiográfica, Fyt retornou para Antuérpia em 1641, fixando-se na cidade até a sua morte, exceto por uma rápida passagem pela Holanda Setentrional em 1642. Jan-Erasmus Quellinus, entretanto, afirmou que Fyt teria visitado novamente a Itália na década de 1650. Essa hipótese é reforçada pelo registro de um autorretrato datado de 1671 (hoje perdido) que teria sido pintado duas décadas antes em Veneza. Fyt teve quatro filhos, frutos de seu casamento com Joanna Francisca van den Zande, celebrado em 1651.  O pintor é citado em diversos documentos oficiais relatando disputas jurídicas com membros de sua família e outros artistas, sempre por motivos financeiros.
Fyt é considerado, ao lado de Frans Snyders, como um dos maiores pintores de naturezas-mortas e de animais do Barroco flamengo e exerceu grande influência sobre artistas da Flandres, Holanda e Itália. Foi um artista bastante prolífico, tendo produzido cerca de 280 pinturas, boa parte das quais assinada e datada. Suas obras mais características são as cenas de "troféus-de-caça", mas o artista também se dedicou à execução de naturezas-mortas com flores e frutas, paisagens, cenas mitológicas, representações de fábulas e animais. Segundo Kluger e Viardot, seu domínio da anatomia e a precisão do desenho não eram comparáveis aos de Snyders, mas teria se aproximado ou mesmo superado seu mestre no tratamento da cor, na representação dos efeitos luminosos e atmosféricos e, sobretudo, na acuidade dispensada à representação da pelagem dos animais.
Foi bastante admirado ainda em vida e suas pinturas integravam algumas das mais importantes coleções particulares de sua época. Teve apenas dois discípulos documentados, Jeronimus Pinckaert e Jacob van Kerckhoven, mas angariou diversos seguidores, nomeadamente Pieter Boel e David de Coninck. Frequentemente produzia obras em colaboração com outros pintores, tais como Abraham Brueghel, Jacob Jordaens, Erasmus Quellinus, Thomas Willeboirts Bosschaert e Cornelis Schut. Como gravador, produziu dezesseis composições em água-forte, destacando-se as suas representações de cães.
Suas pinturas podem ser vistas em diversos museus e coleções particulares do mundo, sobretudo na Europa (Bruxelas, Florença, Genebra, Viena, Munique, Londres, Madri, São Petersburgo, etc.). Em Portugal, o Museu Nacional de Arte Antiga conserva uma Natureza-morta de sua autoria, datada de 1642. No Brasil, o Museu de Arte de São Paulo conserva um óleo sobre tela representando uma Cena de caça com cachorro.

## Outras obras

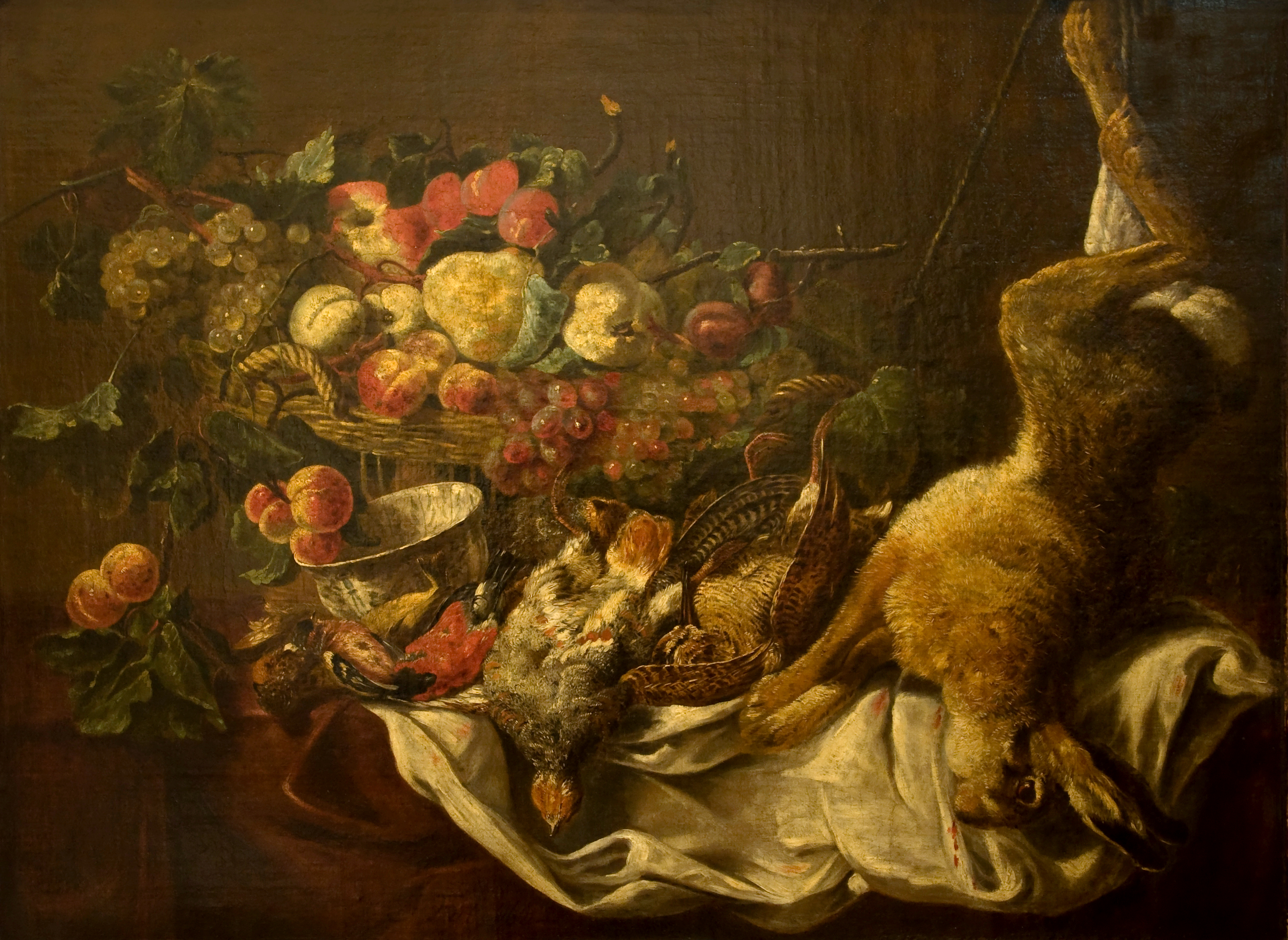
Natureza-morta, 1642. Museu Nacional de Arte Antiga, Lisboa.
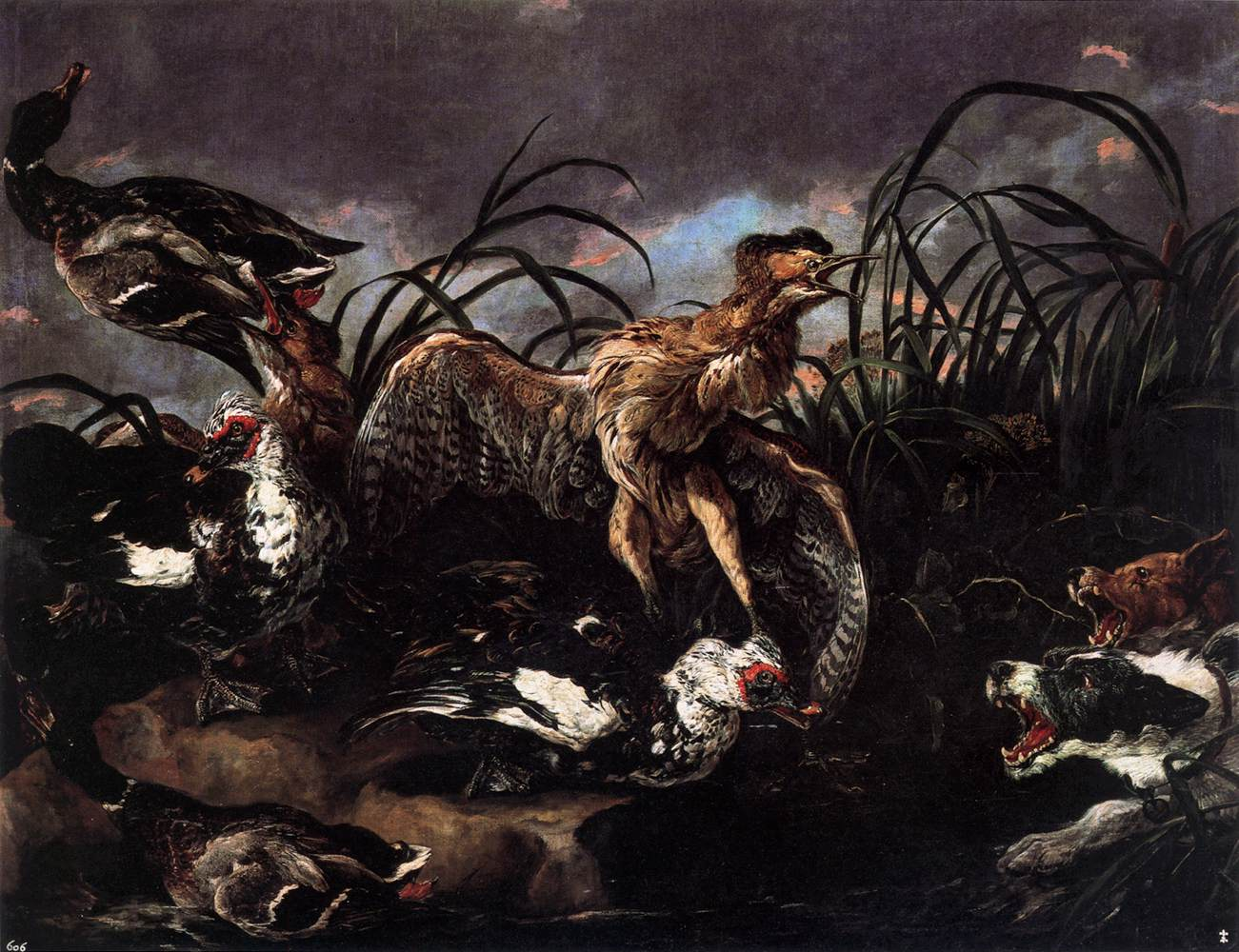
Patos e frangos d'água surpreendidos por cães, s.d. Museu do Prado, Madri.
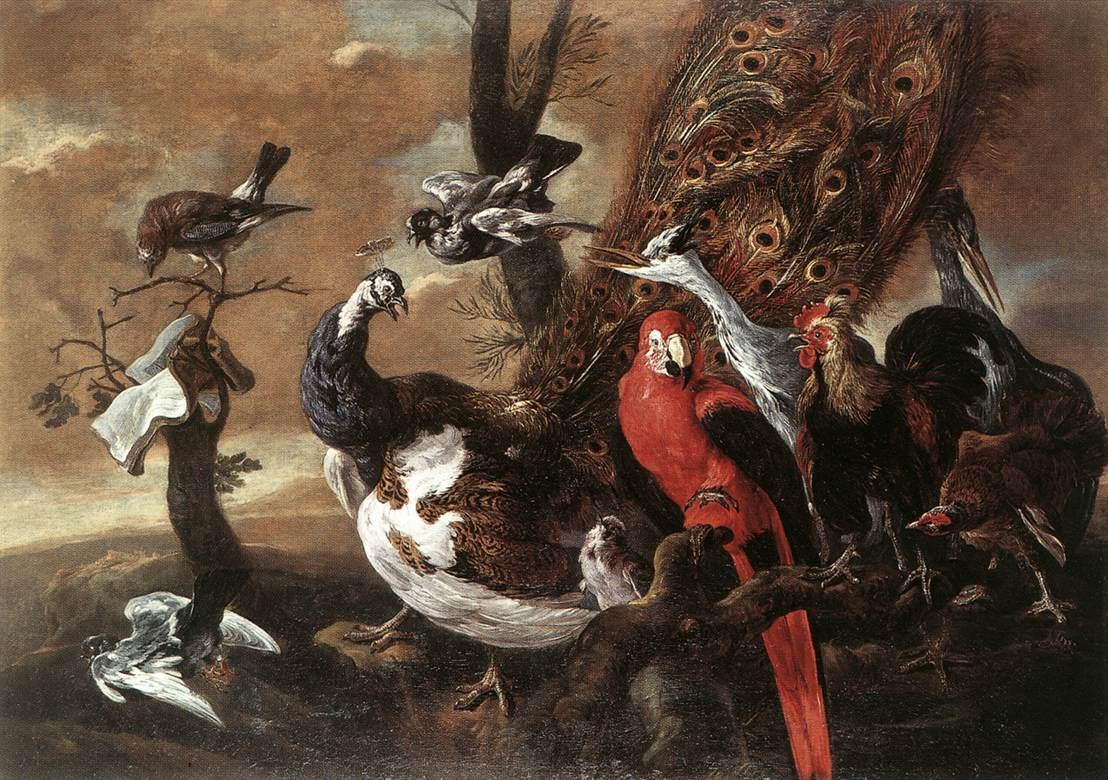
Concerto de aves, s.d. Casa Rockox, Antuérpia.
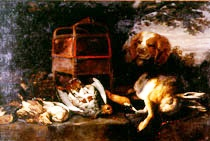
Cena de caça com cachorro, s.d. Museu de Arte de São Paulo, São Paulo.